# Philodromus cammarus
Philodromus cammarus este o specie de păianjeni din genul Philodromus, familia Philodromidae, descrisă de Rossi, 1846. Conform Catalogue of Life specia Philodromus cammarus nu are subspecii cunoscute.